# Alter Bockgraben
Alter Bockgraben är ett vattendrag i Österrike. Det ligger i den nordöstra delen av landet, 70 kilometer norr om huvudstaden Wien.
Trakten runt Alter Bockgraben består till största delen av jordbruksmark. Runt Alter Bockgraben är det ganska tätbefolkat, med 56 invånare per kvadratkilometer.